# George MacPherson
Pour les articles homonymes, voir Macpherson.
Pas d'image ? Cliquez ici

a Compétitions nationales et continentales officielles uniquement.

b Matchs officiels uniquement.
Dernière mise à jour le 5 mars 2024.
George Philip Stewart MacPherson, né le 16 octobre 1903 à Newtonmore et mort le 2 mars 1981 à Thame, était un joueur de rugby à XV écossais qui a joué avec l'équipe d'Écosse, évoluant au poste de centre.

## Carrière
George MacPherson obtient sa première cape internationale le 2 janvier 1922 contre l'équipe de France, et dispute son dernier test match le 13 mars 1932 contre l'équipe d'Angleterre.
Il est douze fois capitaine de l'équipe d'Écosse.
Il remporte le Grand Chelem en 1925. Il fait partie des Immortals, cette première équipe écossaise à réussir le Grand Chelem. George MacPherson fait partie de la grande ligne de trois-quarts de l'Université d'Oxford avec Ian Smith, George Aitken et Johnny Wallace. Il a également évolué dans le club d'Edinburgh Academical Football Club.
George MacPherson fait partie des 50 sportifs écossais introduits dans le Scottish Sports Hall of Fame initial en 2002. En 2016, il intègre le Temple de la renommée World Rugby.

## Palmarès
- 26 sélections avec l'équipe d'Écosse
- 4 essais (12 points)
- Sélections par années :  4 en 1922, 2 en 1924, 3 en 1925, 4 en 1927, 3 en 1928, 2 en 1929, 4 en 1930, 2 en 1931, 2 en 1932
- Grand Chelem en 1925